# غاريت ويليس
غاريت ويليس (بالإنجليزية: Garrett Willis)‏ هو لاعب غولف أمريكي، ولد في 21 نوفمبر 1973 في تشارلوت في الولايات المتحدة.

## وصلات خارجية
- غاريت ويليس على موقع رابطة لاعبي الغولف المحترفين (الإنجليزية)
- غاريت ويليس على موقع التصنيف العالمي الرسمي للغولف (الإنجليزية)